# Marie Curie - Une certaine jeune fille
Pour plus de détails, voir Fiche technique et Distribution.
Marie Curie - Une certaine jeune fille est un téléfilm français réalisé par Pierre Badel, sorti en 1965.

## Fiche technique
- Titre : Marie Curie - Une certaine jeune fille
- Réalisation : Pierre Badel
- Pays d'origine : France
- Format : Noir et blanc - Mono
- Genre : biographie
- Date de sortie : 1965

## Distribution
- Marie Dubois : Marie Curie
- Clément Harari : Tcherniakov
- Catherine de Seynes : Bronia Dluska
- Jean Franval : Un policier
- Jean Gobet : Poznań
- Hélène Duc : Mme Dizier
- Alice Reichen : Joséphine
- Richard Darbois : Felia
- Jean Martinelli : M. Zidier
- Jean-Marie Fertey : Adolphe
- Caroline Cellier
- Michel Duplaix
- Sabine Haudepin
- Jacques Higelin
- Jacques Monod